# Justus Weigand
Justus Weigand (* 20. April 2000 in Nürnberg) ist ein deutscher Hockeyspieler. Er wurde 2021 Europameisterschaftszweiter. Im Januar 2023 wurde Weigand mit der Nationalmannschaft Weltmeister in Indien und 2024 war er Olympiazweiter in Frankreich.

## Sportliche Karriere
Weigand begann seine Karriere bei der HG Nürnberg und wechselte 2018 zum Nürnberger HTC bevor er anschließend zum Mannheimer HC ging.
Justus Weigand spielt als Stürmer beim Mannheimer HC, mit dem er 2022 Deutscher Meister in der Halle und 2024 im Freien wurde.
Von 2015 bis 2019 nahm er an 57 Länderspielen in den verschiedenen Altersklassen im Junioren-Bereich teil. Seine größten Erfolge waren der dritte Platz bei der U18-Europameisterschaft 2018 und der erste Platz bei der Junioreneuropameisterschaft 2019.
2020 debütierte Weigand in der deutschen Nationalmannschaft. 2021 bei der Europameisterschaft in Amstelveen erreichte die deutsche Mannschaft durch einen 3:2-Halbfinalsieg über das englische Team das Finale, dort unterlag die Mannschaft den Niederländern im Shootout. Bei den Olympischen Spielen in Tokio war er als Ersatzmann dabei, er kam bis zum Viertelfinale zu zwei Einsätzen. Bei der Weltmeisterschaft 2023 in Bhubaneswar spielte Weigand in allen sieben Spielen mit, so auch im Finale gegen Belgien. Deutschland wurde im Shootout Weltmeister. Bei der Europameisterschaft 2023 in Mönchengladbach verlor die deutsche Mannschaft im Spiel um Bronze gegen die Belgier mit 0:2. Bei den Olympischen Spielen 2024 in Paris gewann die deutsche Mannschaft ihre Vorrundengruppe vor den Niederländern, die im direkten Vergleich mit 1:0 besiegt wurden. Mit einem 3:2 gegen die Argentinier und einem 3:2 im Halbfinale gegen die Inder erreichten die Deutschen das Finale gegen die Niederländer. Nach der regulären Spielzeit stand es 1:1 und dann unterlagen die Deutschen im Shootout. Weigand war der einzige deutsche Schütze, der im Shootout des Finales traf. Durch diese Niederlage gegen die Niederlande verpasste das deutsche Team die Goldmedaille und bekam die Silbermedaille. Am 4. November 2024 wurden ihm und der Hockeymannschaft vom Bundespräsidenten das Silberne Lorbeerblatt verliehen. Insgesamt bestritt Weigand bislang 62 Länderspiele. (Stand 16. August 2024)